# Miklošičeva cesta, Ljubljana
Miklošičeva cesta je ena izmed najbolj prometnih (še posebej po številu pešcev) cest v Ljubljani, saj kot najkrajša linija povezuje Prešernov trg in Trg Osvobodilne fronte, kjer sta Železniška postaja Ljubljana in Avtobusna postaja Ljubljana.

## Zgodovina
Leta 1898 so po slovenskem filologu, slavistu in jezikoslovcu Francu Miklošiču poimenovali eno izmed treh novih ulic oziroma cest ob Sodni palači.
Miklošičeva cesta je bila urejena po potresu v začetku 20. stoletja. V spodnjem delu med Prešernovim trgom in Miklošičevim parkom je bila pozidana pretežno s secesijskimi palačami. Zgornji del od Pražakove proti železniški postaji pa je bil urejen šele med obema vojnama. Več arhitektur je zasnoval Vladimir Šubic, vogalno zavarovalnico na zahodnem robu Jože Plečnik s sodelavci.

## Urbanizem
Cesta se začne na stiku s Prešernovim trgom in konča na stiku s Trgom OF; urbanistično je razdeljena na šest delov:
- stik s Prešernovim trgom do T-križišča z Nazorjevo ulico,
- križišče z Nazorjevo ulico do križišča z Dalmatinovo ulico,
- križišče z Dalmatinovo ulico ob parku do križišča s Tavčarjevo ulico,
- križišče s Tavčarjevo ulico do križišča s Trdinovo in Čufarjevo ulico,
- križišče s Trdinovo in Čufarjevo ulico do križišča s Pražakovo ulico in
- od križišča s Pražakovo ulico do roba Trga Osvobodilne fronte.

## Pomembne zgradbe
Ob cesti so: 
- Frančiškanska, baročna cerkev Marijinega oznanjenja,
- Grand hotel Union, Miklošičeva 1, arhitekta Josipa Vancaša, 1903–1905
- Ljudska posojilnica na Miklošičevi 4 arhitekta Josipa Vancaša, 1907
- Zadružna gospodarska banka, Miklošičeva 8, arhitekta Ivana Vurnika, poslikava Helena Vurnik, 1922
- Miklošičev park, prvotna zasnova arhitekt Maks Fabiani,
- Bambergova hiša, Miklošičeva 16, arhitekt Maks Fabiani, 1907
- Regallijeva hiša, Miklošičeva 18, kipar Fran Berneker
- Krisperjeva hiša, Miklošičeva 20, arhitekt Maks Fabiani
- Sodna palača, Tavčarjeva 9, zgrajena med 1898 in 1902, arhitekt A. von Spindler z Dunaja
- Delavska zbornica, danes v pritličju Kinoteka, s plastikami kiparja Lojzeta Dolinarja, Miklošičeva 26, 28, arhitekt Vladimir Šubic, 1927–1928
- Hotel Austrotel in parkirna hiša, arhitekt Jože Koželj, 1971
- Blok Pokojninskega zavoda, Miklošičeva 34, arhitekt Vladimir Šubic, 1927
- Palača Grafike, Miklošičeva 40, vogal Trg OF, arhitekt Vladimir Šubic, 1931
- Palača Vzajemne zavarovalnice, Miklošičeva 19, arhitekt Jože Plečnik, sodelavec France Tomažič, 1928–1930